# Тріфт

Льодовик Трифт з 1864 року

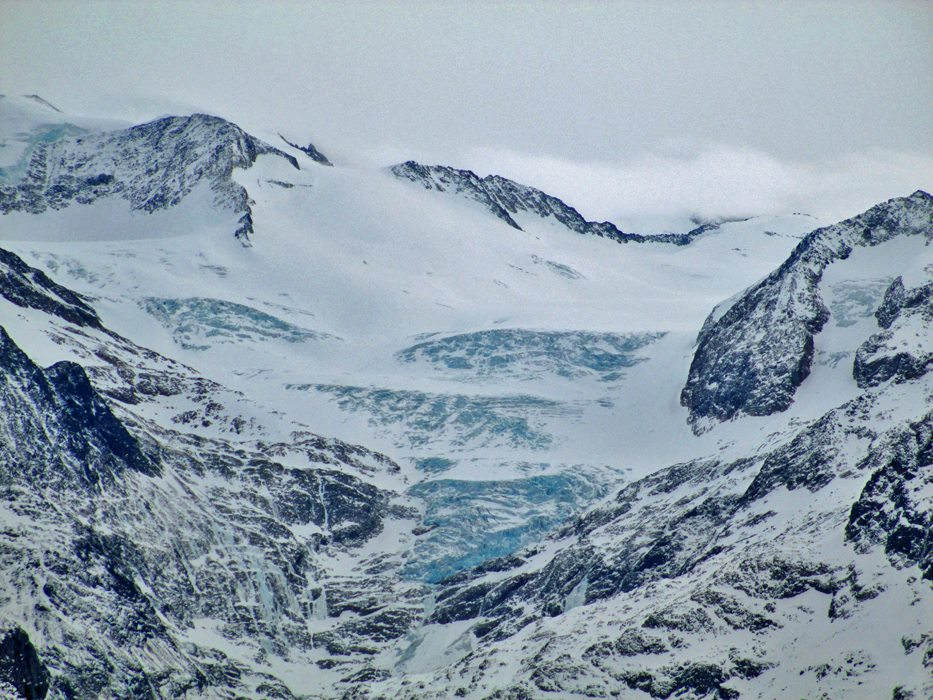
Льодовик Тріфт взимку (2014)

Тріфт (нім. Triftgletscher) — льодовик завдовжки 5 км (станом на 2005 р.), лежить у Пеннінських Альпах, в кантоні Вале (Швейцарія). У 1973 році мав площу 16,55 км².